# Spiral Scratch
Spiral Scratch é um EP 7" (45 rpm) da banda inglesa de punk rock Buzzcocks, gravado em 28 de dezembro de 1976 no Indigo Sound Studio, em Manchester, e lançado em 29 de janeiro de 1977. A produção foi feita por Martin Hannett (então conhecido por Martin Zero, antes de se tornar produtor do Joy Division). Foi um dos primeiros lançamentos DIY e, provavelmente, o primeiro lançamento independente do punk. De acordo com Alex Ogg, no Allmusic, este auto-financiado EP de estreia é tão importante quanto o single "Anarchy in the U.K." (dos Sex Pistols) no estabelecimento da cena punk no Reino Unido.

## 28 de dezembro de 1976 - Gravação
De acordo com o engenheiro de som Phil Hampson (que esteve presente nas gravações de Spiral Scratch, segundo sua página), o princípio DIY nunca fora melhor demonstrado como o foi no lendário concerto dos Sex Pistols no Free Trade Hall de Manchester, em junho de 1976, organizado por Pete Shelley e Howard Devoto, futuros integrantes do Buzzcocks.
Em dezembro, diz Phil, quando Buzzcocks vieram ao estúdio Indigo com o inexperiente Hannet (então Martin Zero) como produtor, havia um jovem rapaz, chamado Mike Thomas, que trabalhava por quase nada e apenas para aprender a como entrar no negócio. O estúdio normalmente fechava entre o Natal e o Ano-Novo, mas Mike perguntou se ele poderia trazer alguns "companheiros"; que tinha emprestado algum dinheiro e que queria fazer um EP, perguntando se Phil não poderia vir para gravá-los. A ideia era fazê-lo quando o chefe do estúdio não estivesse por perto, e talvez ter algum tempo extra.
O estúdio Indigo estava no porão de um edifício. Havia quartos individuais, em vez de uma grande área. Então Phil Hampson conseguiu a separação dos ruídos, gravando em quartos separados, o suficiente para fazer algumas alterações nos sons individuais sobre a mesa e definir sobre preenchimento ou substituição de microfones. Todos poderiam tocar tão alto quanto queriam, e mesmo assim os sons, limpos, poderiam ser trabalhados depois. As músicas foram gravadas ao vivo, com o mínimo de overdubs, em um gravador de 16 pistas com fita de duas polegadas. Segundo Devoto, tudo levou três horas, com as outras duas para a mixagem. O processo todo foi completado, como acertos no estéreo, por Mike Thomas e Martin Zero; mas a banda não estava totalmente satisfeita com o resultado final. Então Phil Hampson voltou, no início de janeiro de 1977, para remixar em estúdio e adicionar alguns efeitos de áudio.

## 29 de janeiro de 1977 - Lançamento / 1979 - Reedição
A banda pediu emprestadas 500 libras para gravar e lançar Spiral Scratch em 1977 (com Pete Shelley pedindo emprestado de seu pai). Os Buzzcocks venderam cerca de 16.000 cópias deste EP em sua própria etiqueta, New Hormones, antes de assinar com a gravadora United Artists (segundo Jay Banerjee, a primeira edição do EP fora prensada em um número de 1.000 cópias).
O EP foi eliminado brevemente, antes de ser novamente lançado (em 1979) com o mesmo número de catálogo e com uma etiqueta de crédito a Howard Devoto adicionada à capa (sendo distribuído pela Virgin). O lançamento acabou nas paradas, dois anos após a sua primeira versão, ficando por seis semanas e atingindo #31 no UK Singles Chart.

## Spiral Scratch- Reedições
Em 1991 o selo inglês Document Records Limited lançou, em vinil 12", uma edição limitada a 5.000 cópias (DV1T); disponibilizando também uma edição em CD (DC1), lançada em setembro. Em 7 de fevereiro de 2000 a The Grey Area lança novamente o EP em CD (scratch1cd) e em 7" (scratch 1 - lançado junto com a Mute).

## Ficha técnica
Lado A
1. "Breakdown" - 3rd take No dubs (1:54)
2. "Time's Up" - 1st take Guitar dub (3:02)

Lado B
1. "Boredom" - 1st take Guitar dub (2:52)
2. "Friends of Mine" - 1st take Guitar dub (2:13)

Todas gravadas 'ao vivo' no Indigo Sound Studio Manchester - 28.12.76 - 16 pistas - Composições Devoto/Shelley - New Hormones (ORG 1)

## Pessoal
- Vocais - Howard Devoto
- Guitarra - Pete Shelley
- Baixo - Steve Diggle
- Bateria - John Maher
- Produção - Martin Zero
- Fotografia - Richard Boon

## Legado
Alex Ogg comenta que Spiral Scratch abriu a cena independente, tornando DIY um trampolim natural para os músicos aspirantes e dando à cena punk uma segunda base regional, Manchester; expandindo o vocabulário do punk além do niilismo total evidenciado pelas bandas de Londres. Esta foi, também, a única chance, então, de ouvir Howard Devoto nos vocais do Buzzcocks, antes de ele sair para formar o Magazine. Sergey Konovalov diz que a melhor canção, universalmente reconhecida fora do álbum, é "Boredom", que contém uma paródia dos solos de guitarra que prevaleciam no rock progressivo, com apenas duas notas, repetidas mais de 60 vezes.
Guy Peters afirma que Spiral Scratch fora colocado à venda antes do The Clash sequer conseguir seu contrato com a CBS e antes do lançamento do primeiro álbum, em LP, do punk britânico, Damned, Damned, Damned (do The Damned, lançado em 18 de fevereiro de 1977). Dentre os lançamentos do punk inglês, apenas fora precedido pelos singles de "New Rose" (The Damned, lançado em 22 de outubro de 1976) e "Anarchy in the U.K." (Sex Pistols, lançado em 26 de novembro de 1976).